# Azraa wa Ahmar
Azraa wa Ahmar è un film del 2006 diretto dal regista egiziano Mahmood Soliman, prodotto in Egitto.  
Presentato al  28º Festival di Cinema Africano di Verona e vincitore nel 2007 del Gran Premio della Giuria al Film Festival Visionaria.

## Trama
Un ragazzo e una ragazza hanno una storia d'amore segreta. In una società che non tollera relazioni illegali, i due devono far fronte a un caso serio, quando il letto crolla all'improvviso mentre fanno l'amore. Il test di gravidanza sarà rosso o blu?